# Lech Piasecki
Lech Piasecki (Poznań, 13 de novembre de 1961) és un ciclista polonès, ja retirat, que fou professional entre 1986 i 1991.
Com a amateur guanyà el Campionat del món en ruta, el 1985. L'any següent passà a professionals a l'equip Del Tongo. La federació polonesa va autoritzar el fitxatge a canvi de bicicletes. Com a professional destaquen quatre victòries d'etapa al Giro d'Itàlia, tres d'elles el 1989 i el fet de ser el primer ciclista del bloc de l'Est en portar el mallot groc del Tour de França, el 1987.

## Palmarès
- 1982
  -  Campió de Polònia en ruta
  - Vencedor d'una etapa de la Milk Race
- 1983
  - Vencedor de 2 etapes de la Volta a Polònia
- 1984
  -  Campionat de Polònia en contrarellotge
- 1985
  -  Campió del món en ruta amateur
  -  Campionat de Polònia en contrarellotge
  - 1r a la Cursa de la Pau i vencedor de 4 etapes
  - Vencedor d'una etapa de la Volta a Àustria
- 1986
  - 1r al Trofeu Baracchi (amb Giuseppe Saronni)
  - 1r al Giro della Romagna
  - 1r a la Florència-Pistoia
  - Vencedor d'una etapa del Tour de l'Aude
- 1987
  - Vencedor d'una etapa de la Tirrena-Adriàtica
- 1988
  -  Campió del món de persecució
  - 1r al Trofeu Baracchi (amb Czesław Lang)
  - Vencedor d'una etapa del Giro d'Itàlia
- 1989
  - 1r al Giro del Friuli
  - Vencedor de 3 etapes del Giro d'Itàlia
  - Vencedor d'una etapa de la Tirrena-Adriàtica
- 1990
  - 1r a la Florència-Pistoia

### Resultats al Giro d'Itàlia
- 1986. 65è de la classificació general
- 1987. 43è de la classificació general
- 1988. 74è de la classificació general. Vencedor d'una etapa
- 1989. 67è de la classificació general. Vencedor de 3 etapes
- 1990. 56è de la classificació general

### Resultats al Tour de França
- 1987. Abandona (7a etapa). Porta el mallot groc durant 2 etapes